# Still Loving You - The Best of
Albums de Scorpions
Deadly Sting
(1998) Big City Nights
(1995)
Still Loving You – The Best Of est une compilation du groupe allemand de hard rock Scorpions sortie le 14 mars 1997.

## Liste des titres 1:16:55
| No  | Titre                     | Paroles | Musique | Album                          | Durée |
| --- | ------------------------- | ------- | ------- | ------------------------------ | ----- |
| 01. | In Trance                 |         |         | Still Loving You – The Best Of | 04:42 |
| 02. | Catch Your Train          |         |         | Still Loving You – The Best Of | 03:32 |
| 03. | Is There Anybody There?   |         |         | Still Loving You – The Best Of | 03:37 |
| 04. | Lovedrive                 |         |         | Still Loving You – The Best Of | 04:50 |
| 05. | Make It Real              |         |         | Still Loving You – The Best Of | 03:50 |
| 06. | No One Like You           |         |         | Still Loving You – The Best Of | 03:56 |
| 07. | Can't Live Without You    |         |         | Still Loving You – The Best Of | 03:44 |
| 08. | Still Loving You          |         |         | Still Loving You – The Best Of | 06:26 |
| 09. | Rock You Like A Hurricane |         |         | Still Loving You – The Best Of | 04:10 |
| 10. | Big City Nights           |         |         | Still Loving You – The Best Of | 04:08 |
| 11. | Rhythm Of Love            |         |         | Still Loving You – The Best Of | 03:47 |
| 12. | Believe In Love           |         |         | Still Loving You – The Best Of | 05:22 |
| 13. | Passion Rules The Game    |         |         | Still Loving You – The Best Of | 03:58 |
| 14. | Living For Tomorrow       |         |         | Still Loving You – The Best Of | 07:14 |
| 15. | Wind Of Change            |         |         | Still Loving You – The Best Of | 05:10 |
| 16. | Under The Same Sun        |         |         | Still Loving You – The Best Of | 04:50 |
| 17. | Edge Of Time (Radio Edit) |         |         | Still Loving You – The Best Of | 03:39 |

Source des titres et durées.